# 张志 (隋朝)
张志（?—?），隋代将领，是大将段达的女婿。卢楚有叛变的意向的时候时任纳言的段达派遣张志去通告了王世充。武德元年四月，在李世民的诱导下，镇守洛阳的段达与张志率所部追击唐军，却在三王陵被刘弘基击败。